# Rue du Figuier

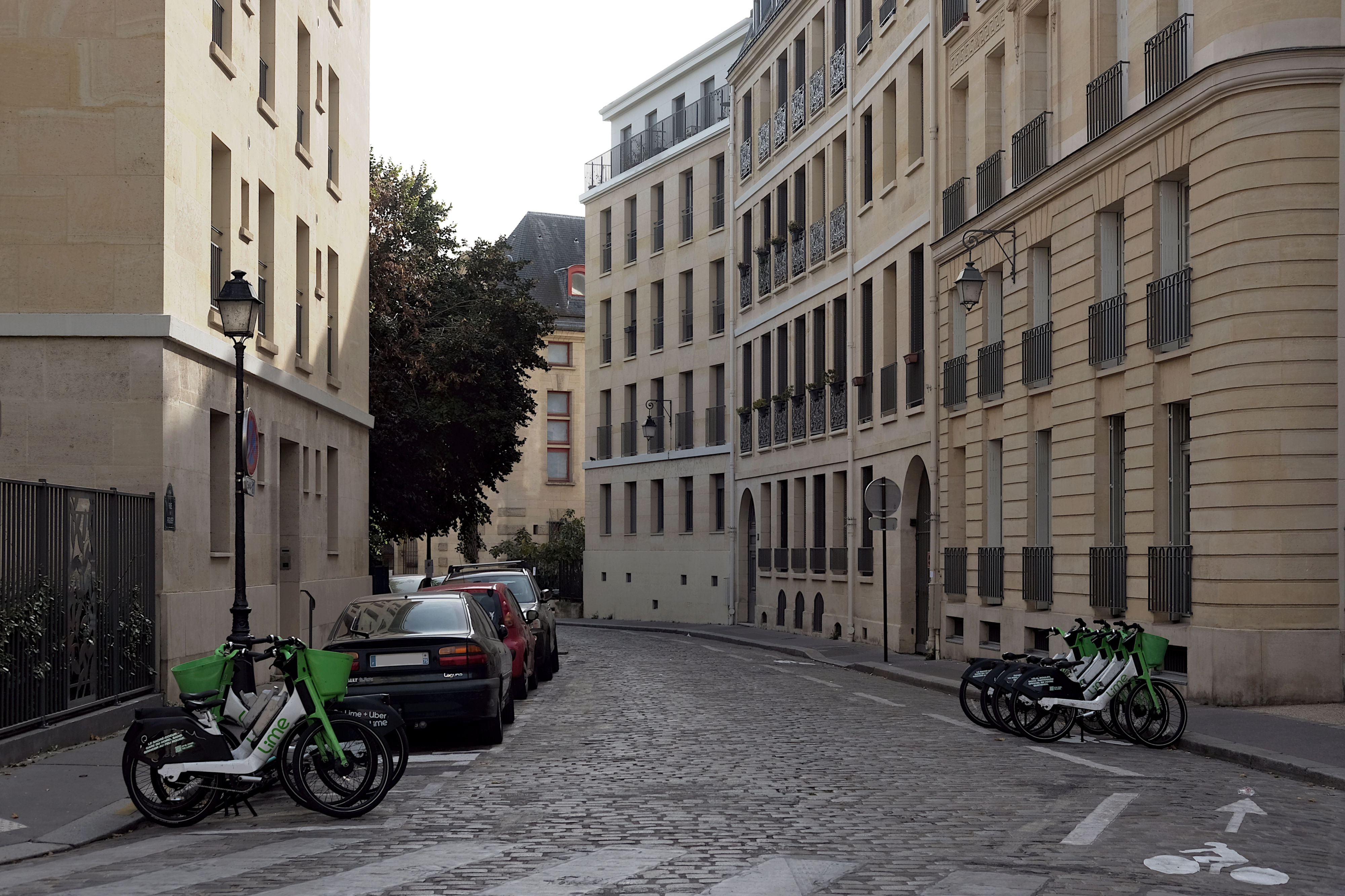
Rue du Figuier vue depuis la rue Charlemagne.

La rue du Figuier est une voie du 4e arrondissement de Paris située dans le quartier Saint-Gervais, dans le Marais.

## Situation et accès
La rue du Figuier, d'une longueur de 116 mètres, est située dans le 4e arrondissement, quartier Saint-Gervais, et commence au 2, rue de l'Hôtel-de-Ville et au no 5, rue du Fauconnier et finit au 25, rue Charlemagne. Et pour l'anecdote, il existe à nouveau aujourd'hui un figuier ; il se trouve à l'angle de la rue et de celle du Fauconnier.
Les stations de métro les plus proches sont celles de Saint-Paul (ligne 1), du Pont Marie (ligne 7) et de Sully - Morland (ligne 7).
Les stations Vélib' les plus proches sont : la numéro 4011 (au 18 de la rue de l'Hôtel-de-Ville) et la 4009 (au 6 de la rue Saint-Paul).

## Origine du nom
L'origine du nom de cette rue n'est pas connue.
Toutefois, une légende veut que la reine de France, Marguerite de Valois, ait fait couper un figuier planté devant la porte de son hôtel qui gênait les allées et venues de sa voiture. Cet incident aurait marqué les esprits au point d'être à l'origine du nom de la rue.

## Historique

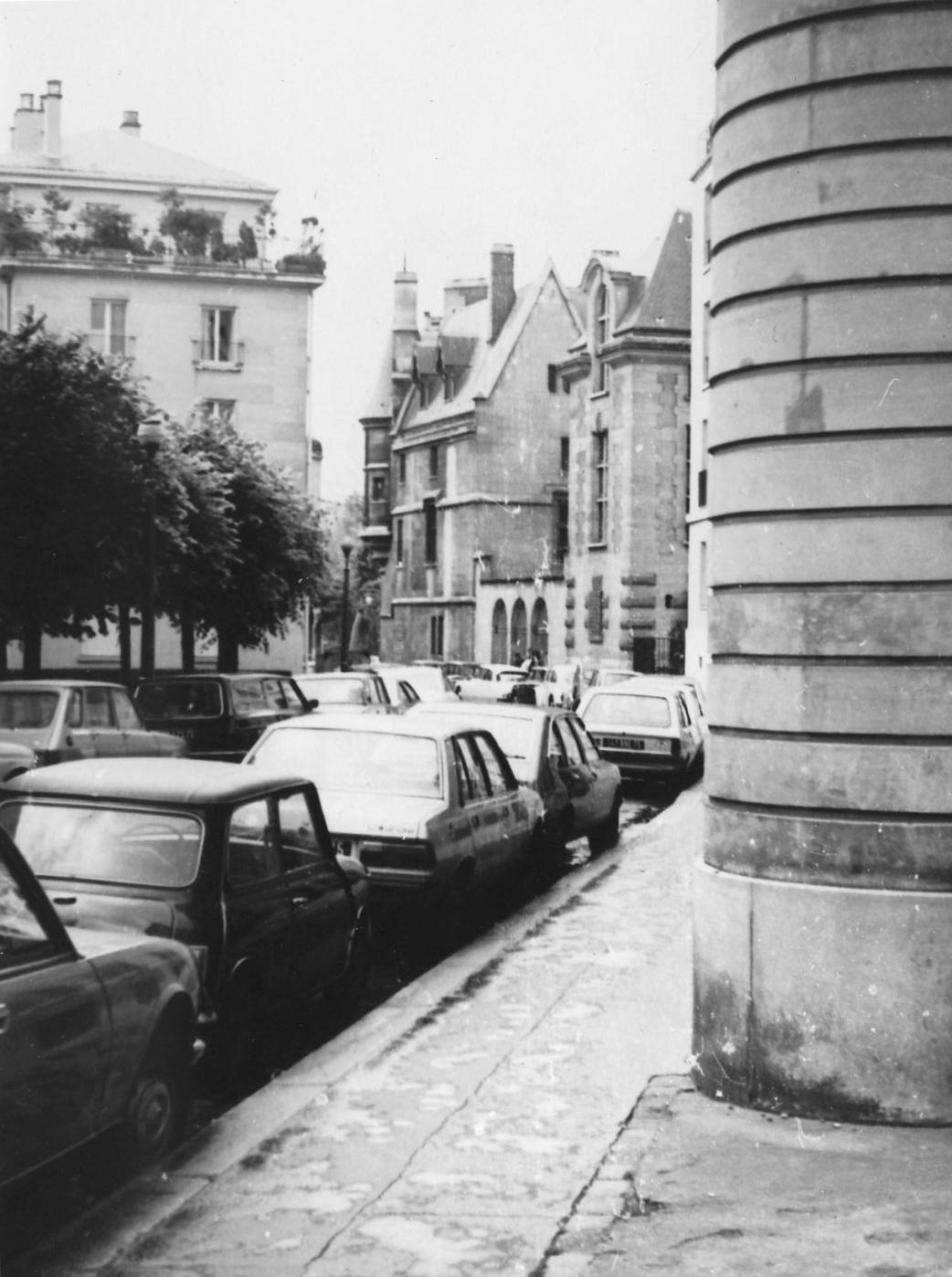
Rue du Figuier en 1981.

Cette rue, qui portait déjà le nom de « rue du Figuier » en 1300, à cause d'un figuier qui se trouvait au croisement avec les rues du Fauconnier, de la Mortellerie et des Barrés, était déjà construite et habitée.
Elle est citée dans Le Dit des rues de Paris, de Guillot de Paris, sous le nom de « rue du Figuier ».

Elle est également citée sous le nom de « rue du Figuier » dans un manuscrit de 1636 ou le procès-verbal de visite indique qu'elle est « trouvée orde, salle et pleine de boues et immundices ».
À la fin du Moyen Âge, l'archevêque de Sens y avait sa résidence : l'hôtel de Sens.
Le siège ecclésiastique de Paris n'était qu'un évêché dépendant de l'archevêché métropolitain de Sens jusqu'en 1622. Comme les communications entre le haut clergé de cette ville et celui de la capitale devaient être, pour ainsi dire, journalières, Étienne Bécard, archevêque de Sens, acheta, au début du XIVe siècle, une maison sur le quai des Célestins et la légua par testament à ses successeurs.
Par la suite, cette maison fut cédée à Charles V et servit, ainsi que plusieurs autres habitations, à former son hôtel royal de Saint-Paul. En échange de la maison cédée par l'archevêque, le roi donna à ce prélat l'hôtel d'Hestoménil, situé au coin de la rue du Figuier. Cet hôtel prit alors le nom d'hôtel de Sens, qu'il conserve encore aujourd'hui.
Ce vieux manoir fut reconstruit au début du XVIe siècle, par l'archevêque Tristan de Salazar. Il servit par la suite d'habitation à plusieurs prélats illustres, tels que :
- Antoine Duprat, archevêque de Sens, chancelier et premier ministre sous François Ier ;
- Louis de Bourbon-Vendôme, prince de la famille royale ;
- Louis de Guise, cardinal de Lorraine ;
- Jean Bertrandi, garde des sceaux de France du 22 mai 1551 au 10 juillet 1559 ;
- Marguerite de Valois, première femme de Henri IV, y résida plusieurs années.

Une décision ministérielle, du 13 thermidor an VI (31 juillet 1798), signée François de Neufchâteau, fixe la largeur de cette voie publique à 7 mètres. Cette largeur est portée à 11 mètres, en vertu d'une ordonnance royale du 4 août 1838.
Au XIXe siècle, la rue du Figuier, d'une longueur de 116 mètres, qui était située dans l'ancien 9e arrondissement, quartier de l'Arsenal, commençait au 2, rue de l'Hôtel-de-Ville, qui s'appelait rue de la Mortellerie jusqu'en 1835, et au 1, rue du Fauconnier et finissait aux 21-23, rue des Prêtres-Saint-Paul.
Les numéros de la rue étaient noirs. Le dernier numéro impair était le no 17 et le dernier numéro pair était le no 26.
À l'exception de l'hôtel de Sens, du dispensaire construit en 1931 au no 2 et de l'immeuble d'époque Louis XV du no 11, toutes les maisons de la rue sont démolies à la fin des années 1940 dans le cadre de l'opération de rénovation urbaine de l'îlot insalubre n° 16.
La façade de l'immeuble du no 15 de 1761 est reconstruite à l'identique en 1959.
À l'emplacement des bâtiments détruits, des immeubles en pierre de taille de style classique de trois à quatre étages sont construits dans les années 1950 par les architectes Robert Danis et Robert Camelot. Le jardin Roger-Priou-Valjean, petit square donnant sur la rue du Fauconnier est ouvert à l'arrière des immeubles des numéros pairs.

## Bâtiments remarquables et lieux de mémoire
- No 1 : hôtel de Sens. Dans la cour un boulet datant des Trois Glorieuses est encastré dans un mur[7].

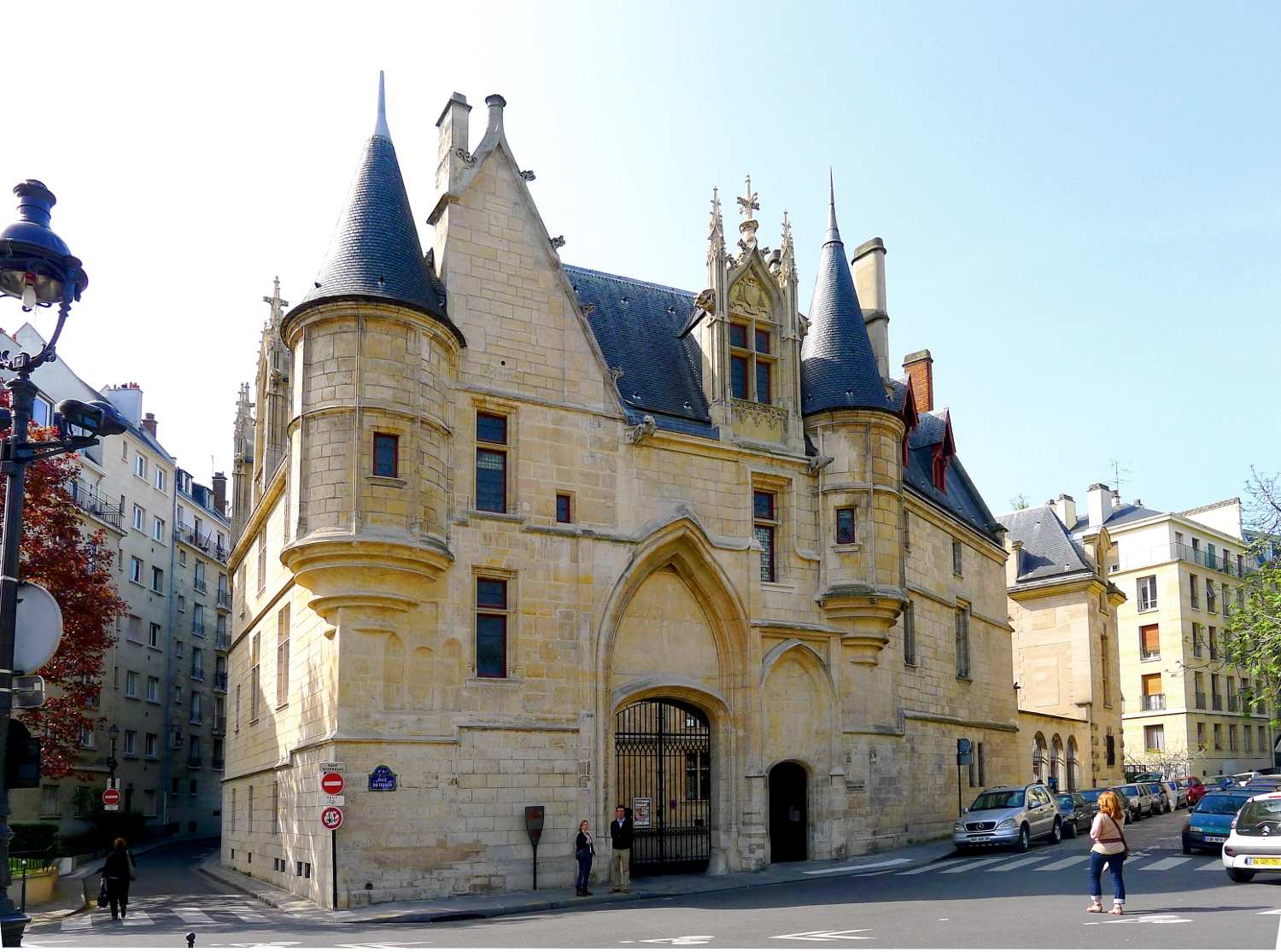
Hôtel des archevêques de Sens.
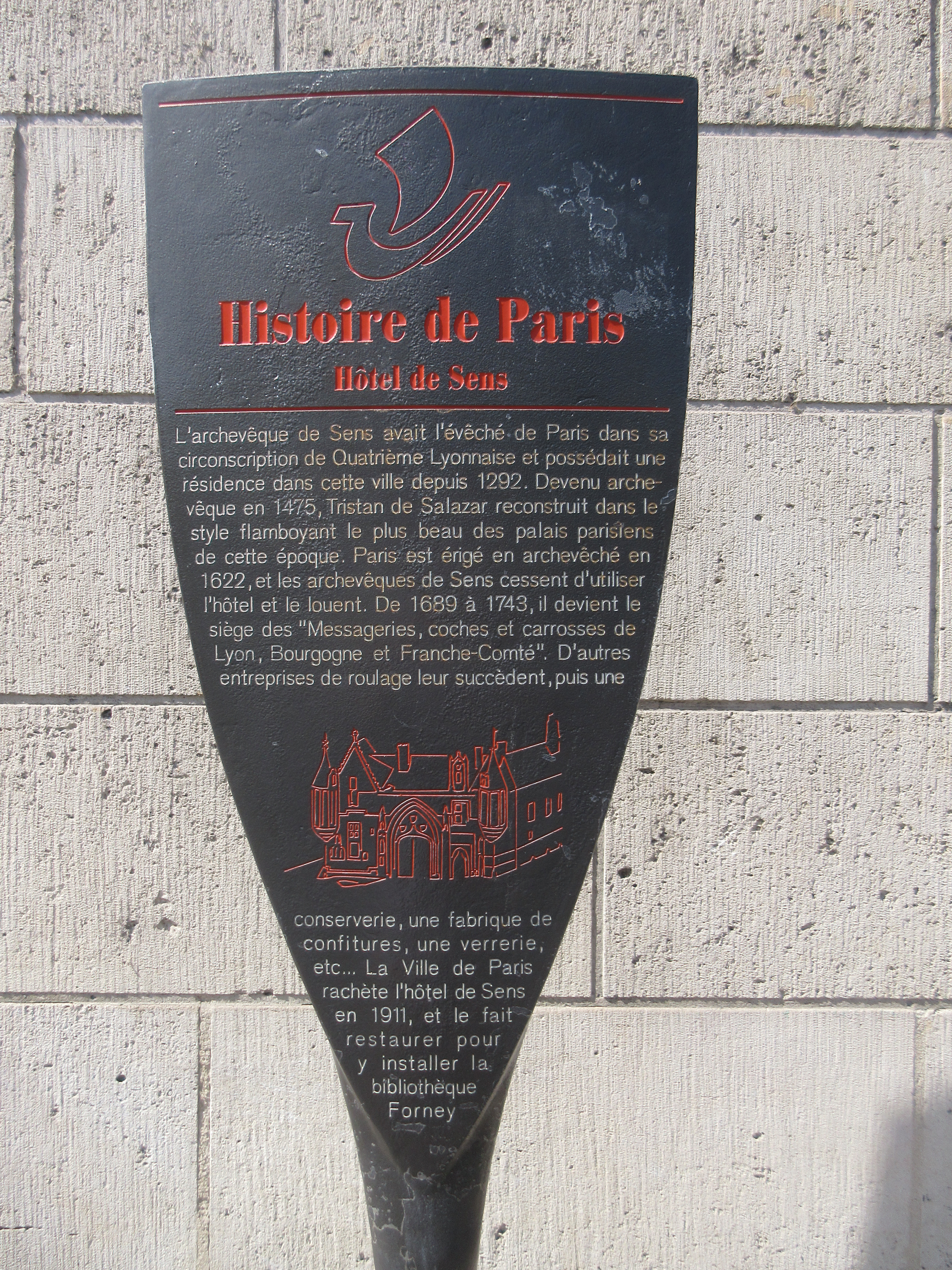
Panneau Histoire de Paris « Hôtel de Sens »